# داگلاس مک ایلروی
مالکوم داگلاس مک ایلروی (به انگلیسی: Malcolm Douglas McIlroy)؛ (متولد: ۲۴ آوریل ۱۹۳۲، نیوبورگ، نیویورک) یک ریاضیدان، مهندس و برنامه‌نویس و از سال ۲۰۱۹ استاد معین علوم کامپیوتر در کالج دارتموث است. او بیشتر به دلیل پیشنهاد اولیه خطوط لوله یونیکس و توسعه چندین ابزار یونیکس، مانند spell, diff, sort, join, graph, speak و tr شناخته شده‌است. او همچنین یکی از محققان پیشگام در زمینه پردازشگرهای ماکرو و توسعه پذیری زبان برنامه‌نویسی بود. او در طراحی چندین زبان برنامه‌نویسی تأثیرگذار، به ویژه PL/I, SNOBOL, ALTRAN, TMG و ++C شرکت کرد.